# Toén
Toén település Spanyolországban, Ourense tartományban. Toén Ourense, Barbadás, Cartelle, Castrelo de Miño, Cenlle és Punxín községekkel határos. Lakosainak száma 2333 fő (2024).

## Népesség
A település népessége az elmúlt években az alábbi módon változott:
| Lakosok száma | 2579 | 2573 | 2649 | 2635 | 2567 | 2511 | 2377 | 2355 | 2388 | 2333 |
|               | 2001 | 2004 | 2007 | 2009 | 2012 | 2014 | 2017 | 2019 | 2022 | 2024 |